# 抿羹
抿羹是晋语区常见的家庭面食，是山西省中部家庭日常的一种面食（羹字在并州片吕梁片读音多为/tɕie/或/tɕia/，在太原话等方言中与尖字同音，因而很多时候被误写作“尖”），晋语也称为抿圪抖儿等。抿羹的抿字表示此种面食的制法。

## 原料
比较传统的抿羹用豆面制成，故可根据其原料称其为豆面抿羹。现在通用的做法中常以豆面或玉米面、高粱面掺白面（普通面粉）为原料。

## 制法
用豆面（或玉米面、高粱面）与白面按照一定比例掺杂（用纯白面也可制作），加水和面至较稀的程度。将沸水锅上放上抿羹床，将和好的面置于平面上面有多个筷子头粗细的孔眼的抿羹床上，然后用抿羹挫或手掌用力推压面，做出抿的动作，使面从抿羹床的孔眼中穿过，成型，落入下面的锅中煮熟。煮熟后将抿尖用笊篱捞起，一般浇各种卤（用山药蛋、西红柿等制成，方法随意）或烩菜食用。

## 特点
作为山西传统面食的一种，抿羹的口感独特，易于入口且容易消化，是山西传统面食的代表之一。

## 参看
- 山西面食
- 剔羹
- 刀削面